# Krystyna Warakomska
Krystyna Barbara Warakomska (ur. 2 grudnia 1926 w Puławach, zm. 2 sierpnia 2020) – polska geografka, dr hab.

## Życiorys
Studiowała geografię na Uniwersytecie Marii Curie-Skłodowskiej w Lublinie, w 1967 uzyskała doktorat, w 1988 otrzymała stopień doktora habilitowanego. Była kierownikiem Zakładu Geografii Społeczno-Ekonomicznej UMCS.
Zmarła 2 sierpnia 2020